# Aglais magnipuncta
Aglais magnipuncta är en fjärilsart som beskrevs av Raynor 1909. Aglais magnipuncta ingår i släktet Aglais och familjen praktfjärilar. Inga underarter finns listade i Catalogue of Life.